# Open 13 2004
Open 13 2004 — тенісний турнір, що проходив на кортах з твердим покриттям у місті Марсель, Франція з 23 лютого . Належав до категорії International Series.

## Фінальна частина

### Одиночний розряд
Домінік Хрбати —  Робін Содерлінг 4–6, 6–4, 6–4

### Парний розряд
Марк Ноулз (тенісист) /  Деніел Нестор —  Мартін Дамм /  Цирил Сук 7–5, 6–3